# Solar Roadways
 (mars 2018).
Solar Roadways incorporated est une entreprise américaine basée à Sandpoint (Idaho) qui développe des panneaux routiers produisant de l'énergie solaire susceptibles de contribuer à la réalisation d'une autoroute intelligente.
Leur technologie de route solaire combine à la fois une couche transparente, avec une sous-couche de cellules solaires.

## Histoire
Ce projet cherche à créer et tester une route permettant de créer de l'électricité via des modules photovoltaïques (renforcés pour supporter le trafic) solaires implantés à sa surface.
En avril 2014, une campagne de financement participatif à vocation de transition énergétique est lancée par les Brusaws sur la plateforme de financement participatif Indiegogo, pour  permettre la mise en production du produit. Cette campagne a réuni environ 2,2 millions de dollars, ce qui en a fait la campagne la plus populaire jamais organisée par Indiegogo jusqu'alors en termes de nombre de bailleurs de fonds qu’elle a attirés (48 000 environ),.
Ce succès a été attribué en partie à un tweet de l'acteur George Takei dont le compte était suivi par plus de 8 millions de followers. Une des vidéos des Brusaws est devenue virale, avec plus de 20 millions de visionnages en novembre 2015. En décembre 2015, l'USDOT a annoncé qu'il avait attribué à Solar Roadways un contrat SBIR de phase IIB pour poursuivre ses recherches. En 2016, le projet a reçu 750 000 dollars supplémentaires.
Des projets similaires, portés par d'autres acteurs sont testés en France (route solaire) et ailleurs (pistes cyclables photovoltaïques ; solaroad testée en 2014, à Krommenie aux Pays-Bas,).